# Citroën C6 (China)
De Citroën C6 is een sedan uit de hogere middenklasse die sinds 2016 exclusief voor China wordt geproduceerd door de Franse autofabrikant Citroën. De wagen wordt vaak beschouwd als de nieuwe generatie van de Europese Citroën C6 die van 2005 tot 2012 geproduceerd werd, maar in werkelijkheid is het een volledig nieuwe ontwikkeling.
De wagen werd geïntroduceerd op de Beijing Auto Show in 2016 en kwam in oktober 2016 op de Chinese markt. De C6 wordt gebouwd door Dongfeng Peugeot-Citroën Automobile in Wuhan.
De C6 wordt aangedreven door een 1,6-liter turbobenzinemotor van 123 kW (167 pk) of een 1,8-liter turbobenzinemotor van 150 kW (204 pk). Het motorvermogen wordt overgebracht op de voorwielen via een zestraps automatische transmissie met schakelpeddels. In 2019 werden de motoren opgefrist met als gevolg een licht toegenomen vermogen en koppel. De 1,8-liter motor kreeg een achttraps automatische transmissie.

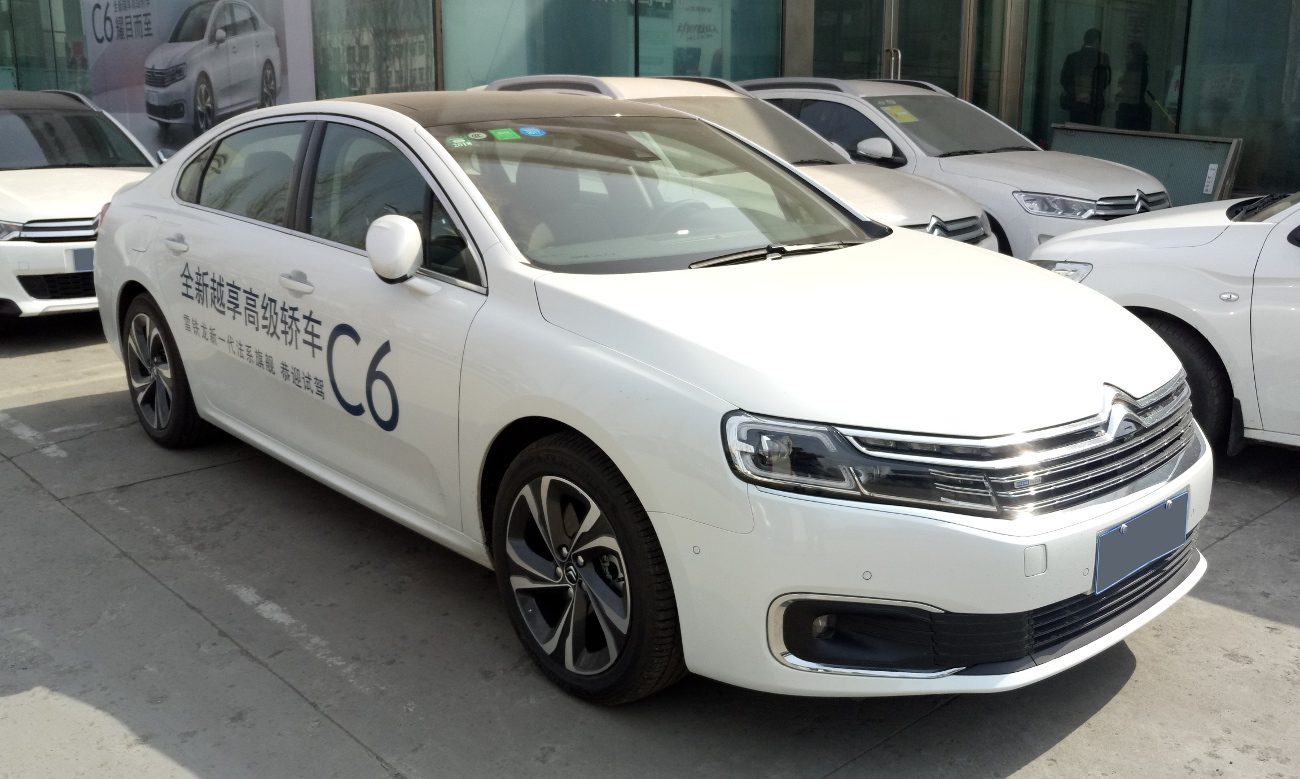
Citroën C6, vooraanzicht
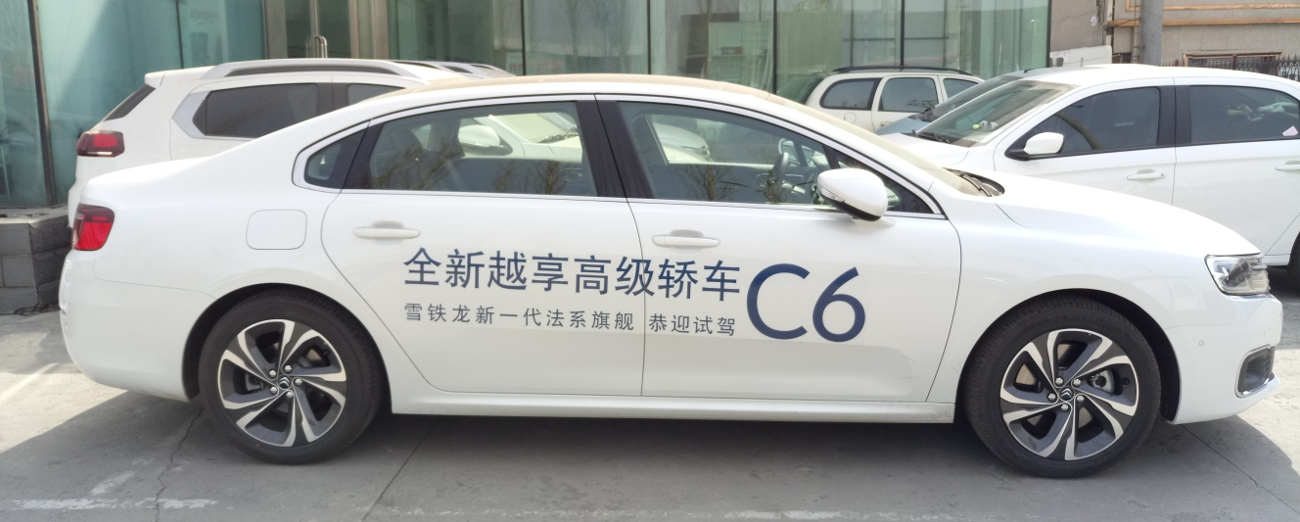
Citroën C6, zijaanzicht
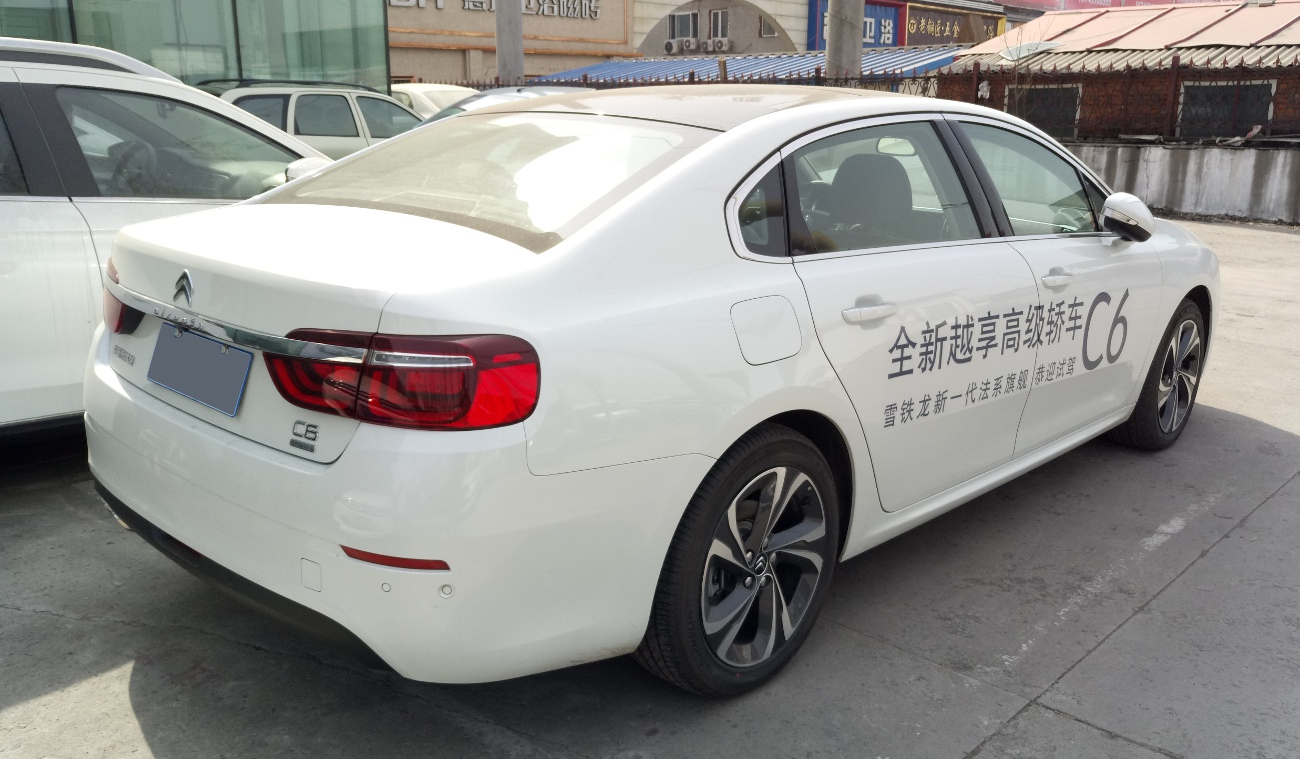
Citroën C6, achteraanzicht

## Motoren
| Type    | Motor     | Motor     | Vermogen | Koppel | Overbrenging     | 0–100 km/u | Topsnelheid | Jaartal      |
| Type    | Inhoud    | Cilinders | Vermogen | Koppel | Overbrenging     | 0–100 km/u | Topsnelheid | Jaartal      |
| ------- | --------- | --------- | -------- | ------ | ---------------- | ---------- | ----------- | ------------ |
| 350 THP | 1.598 cm³ | 4-in-lijn | 167 pk   | 245 Nm | 6-traps automaat | 9,7 s      | 215 km/u    | 2016 - 2020  |
| 360 THP | 1.598 cm³ | 4-in-lijn | 170 pk   | 260 Nm | 6-traps automaat |            | 215 km/u    | 2019 - heden |
| 380 THP | 1.751 cm³ | 4-in-lijn | 204 pk   | 280 Nm | 6-traps automaat | 8,9 s      | 235 km/u    | 2016 - 2020  |
| 400 THP | 1.751 cm³ | 4-in-lijn | 211 pk   | 300 Nm | 8-traps automaat | 8,8 s      | 235 km/u    | 2019 - heden |